# Mike Ratledge
Michael R. "Mike" Ratledge (n. 6 mai 1943, Maidstone, Anglia, Regatul Unit – d. 5 februarie 2025, Kent⁠(d), Regatul Unit) a fost un muzician britanic. Ratledge a făcut parte din Canterbury Scene fiind membru de durată al trupei Soft Machine.